# Université autonome de Barcelone
L'université autonome de Barcelone (UAB) (catalan : Universitat Autònoma de Barcelona, espagnol : Universidad Autónoma de Barcelona) est une université publique située à Cerdanyola del Vallès, près de Barcelone en Catalogne.

## Présentation

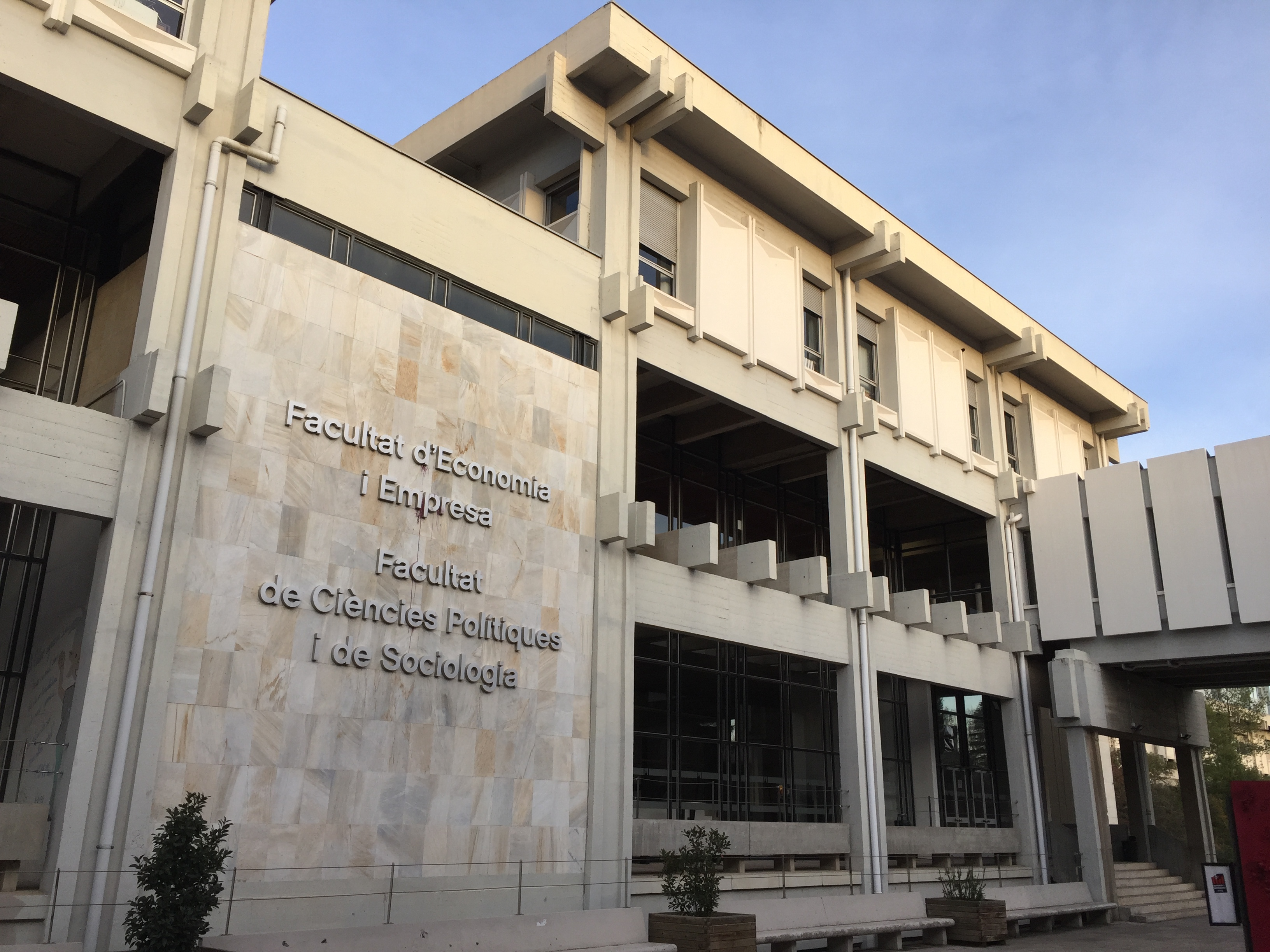
Bâtiment des facultés d'économie de sciences politiques et de sociologie.

En 2005, elle est composée de 50 départements dans différents domaines : sciences, lettres, etc. réparties sur 11 facultés et 3 écoles universitaires. L'UAB compte plus de 50 000 étudiants et plus de 2 900 enseignants et chercheurs.
De nombreux établissements se situent sur le campus dont des centres de recherche (CSIC notamment) des écoles d'ingénieurs (ETSE), une école vétérinaire, etc. En 2010, l'UAB était classée 173e dans le monde, 95e en art, 231e en ingénierie et technologies de l'information, 218e en sciences de la vie et biomédecine, 71e en sciences naturelles et 85e en sciences sociales.

## Emplacement
La plupart des activités universitaires prennent place sur le campus de Cerdanyola del Vallès, Vallès Occidental. D'autres centres existent à Manresa, Sabadell, Terrassa, Sant Cugat del Vallès et Barcelone.
Le campus est à environ 20 km du centre de Barcelone. Il est accessible par avion (via Barcelone, Gérone, ou Reus), par train (FGC, RENFE), par bus (Sarbus), ou en voiture (autoroutes AP-7 et C-58).
L'université autonome dispose d’un ensemble résidentiel (Vila Universitària) situé dans le même Campus qui offre 812 appartements et qui a une capacité de 2 193 personnes ; il est très bien desservi par le train et par la route, à environ 25 minutes du centre de Barcelone.

## Personnalités liées à l'université

### Étudiants
- Joan Fontcuberta (née en 1955)
- Xavier Sala-i-Martin (né en 1963), économiste hispano-américain
- Cristina Fallarás (née en 1948), romancière et journaliste espagnole
- Montserrat Boix (née en 1960), journaliste espagnole
- Sergio Rodríguez López-Ros (née en 1970), académicien et diplomate
- Elisenda Vives (née en 1955), ambassadrice andorrane
- Manuel Bibes (né en 1976), Directeur de Recherche au CNRS
- Mikeas Sánchez (née en 1980), poète mexicaine et amérindienne.
- Támara Echegoyen (née en 1984), régatière, médaille d'or aux Jeux olympiques, trois fois championne du monde.
- Remei Sipi Mayo (née en 1952), écrivaine, rédactrice, éducatrice et militante équatoguinéenne spécialisée sur le genre et le développement.
- Anna Simon (née en 1982), journaliste.